# Budenicus
Budenicus ist der Name eines gallischen Lokalgottes, der nach der Interpretatio Romana mit Mars gleichgesetzt wird. Der Südgallische Stamm der Bedunicenses soll nach ihm benannt sein.
Mars Budenicus wird in einer einzigen Weiheinschrift aus Bezouce (Collias, römische Provinz Gallia Narbonensis; bei Uzès, Département Gard) genannt:
Marti / Budenic(o) / Gratus / Severi / filius (CIL XII, 2973).